# Elsteradler
Der Elsteradler (Spizaetus melanoleucus, zuvor Spizastur melanoleucus) ist ein Greifvogel aus der Familie der Habichtartigen (Accipitridae), der vom südlichen Mexiko bis nach Argentinien vorkommt.

## Beschreibung

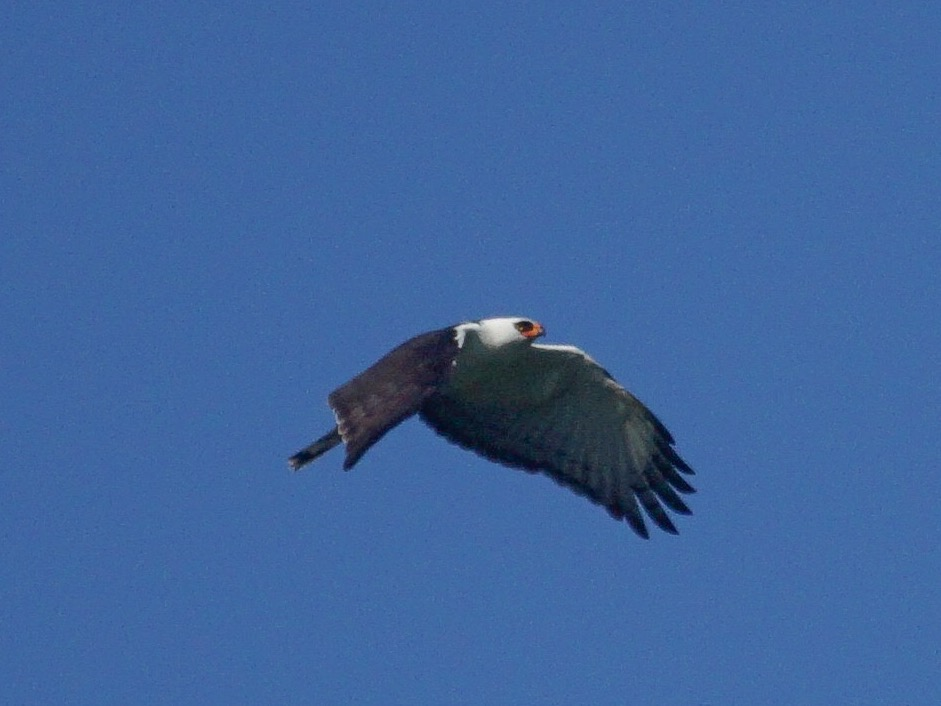
Ein Elsteradler im Flug

Elsteradler sind mittelgroße Greifvögel von 50 bis 60 cm Gesamtlänge und einem Gewicht von etwa 850 g. Der etwas an das Erscheinungsbild einer Elster erinnernde Gesamteindruck, der im Deutschen namensgebend ist, entsteht durch die für einen Greifvogel eher untypische Färbung mit weißem Kopf und Rumpf im Kontrast zu den schwarzen Flügeldecken. Außerdem schwarz sind beim Elsteradler manche Gesichtspartien sowie die Kopfhaube. Der Schwanz ist bräunlich mit schwarzen und weißen Querstreifen. Die Augenregion und die Füße sowie Teile des Schnabels sind hell bis kräftig gelb gefärbt. Noch unausgefärbte Jungvögel hingegen haben ein weniger einheitliches Gefieder mit bräunlichen und grauen Flecken sowie stellenweise blassen Flügelpartien.
Der für Greifvögel typische umgekehrte Geschlechtsdimorphismus drückt sich in der Größe, nicht aber in der Färbung aus, d. h. beide Geschlechter sehen gleich aus, doch sind die Weibchen bedeutend größer.

## Ähnliche Arten
Verwechslungsmöglichkeiten mit anderen Vögeln in seinem Verbreitungsgebiet bestehen beim Elsteradler wenige, mit Ausnahme junger Cayenneweihen (Leptodon cayanensis), eine Art, deren hochgradig polymorphe Jungvögel verschiedene Spizaetus-Arten nachahmen. Sehr ähnlich gefärbt, jedoch deutlich kleiner ist außerdem der Zügelbussard (Leucopternis melanops), den darüber hinaus ein schwarzer Schwanz mit markantem weißen Streifen auszeichnet. Auch junge Prachtadler, die dem Elsteradler ansonsten ähneln, unterscheiden sich durch die hellere Färbung von Flügeln, Rücken und Schwanz sowie durch das Fehlen eines schwarzen Augenrings.

## Verbreitungsgebiet
Das Verbreitungsgebiet des Elsteradlers erstreckt sich von den mexikanischen Bundesstaaten Oaxaca und Veracruz über große Teile Zentralamerikas, mit Ausnahme von Teilen El Salvadors sowie der Pazifikküste Nicaraguas. In Südamerika reicht das Verbreitungsgebiet des Elsteradlers westlich der Anden bis nach Ecuador. Östlich der Anden reicht es deutlich weiter nach Süden, über Kolumbien, Venezuela und Guiana nach Brasilien, Paraguay und Uruguay bis ins nördlichste Argentinien, sowie westlich bis nach Beni und Santa Cruz in Bolivien. Eine weitere, möglicherweise isolierte Population kommt des Weiteren in der peruanischen Region Loreto vor. Nur sporadisch dagegen kommt die Art im Südosten Brasiliens vor, wenngleich zumindest ein Nest auch im Minas Gerais beschrieben wurde. Alfred Laubmann hatte für sein Werk Die Vögel von Paraguay keinen Balg zur Verfügung. In der Literatur sah er nur in Arnaldo de Winkelried Bertoni einen vagen Nachweis für das Land.

## Lebensraum

Verbreitungsgebiet

Der Elsteradler kommt prinzipiell in Tieflandwäldern aller Art vor, bevorzugt jedoch abwechslungsreiche Landschaften aus Wäldern und Buschland und meidet, wenn möglich, sowohl dichte Feuchtwälder als auch offene, semiaride Trockenwälder. Trotz dieser Vorliebe für abwechslungsreiche Gebiete benötigt die Art auch große Primärwälder, weshalb sie relativ empfindlich auf Habitattrennung reagiert. Wenngleich Hochländer kaum besiedelt werden, gab es auch schon Sichtungen des Elsteradlers auf etwa 1.200 Meter Höhe NHN im Buena-Vista-Nationalpark in der Sierra Nevada de Santa Marta Kolumbiens.

## Jagdweise
Als Greifvogel erbeutet der Elsteradler Säugetiere, Schildkröten, Schuppenkriechtiere und vor allem Vögel, welche den Großteil seiner Nahrung ausmachen. Besonders wichtig sind dabei baumbewohnende Arten wie Montezumastirnvögel, Guane, Schwarzarassaris, Tangaren und Schmuckvögel, doch auch am Boden oder am Wasser lebende Vögel wie Tinamus, Kormorane und der bedrohte Dunkelsäger (Mergus octosetaceus) wurden schon als Beute identifiziert.
Meist gleiten Elsteradler hoch oben in der Luft, um dann, wenn sie Beute erspäht haben, rasch hinunterzustoßen, nicht selten direkt ins Kronendach hinein. Dabei bevorzugen Elsteradler Waldränder und Hecken, um sowohl auf dem Boden als auch in den Baumkronen Jagd machen zu können.

## Brut und Lebensweise

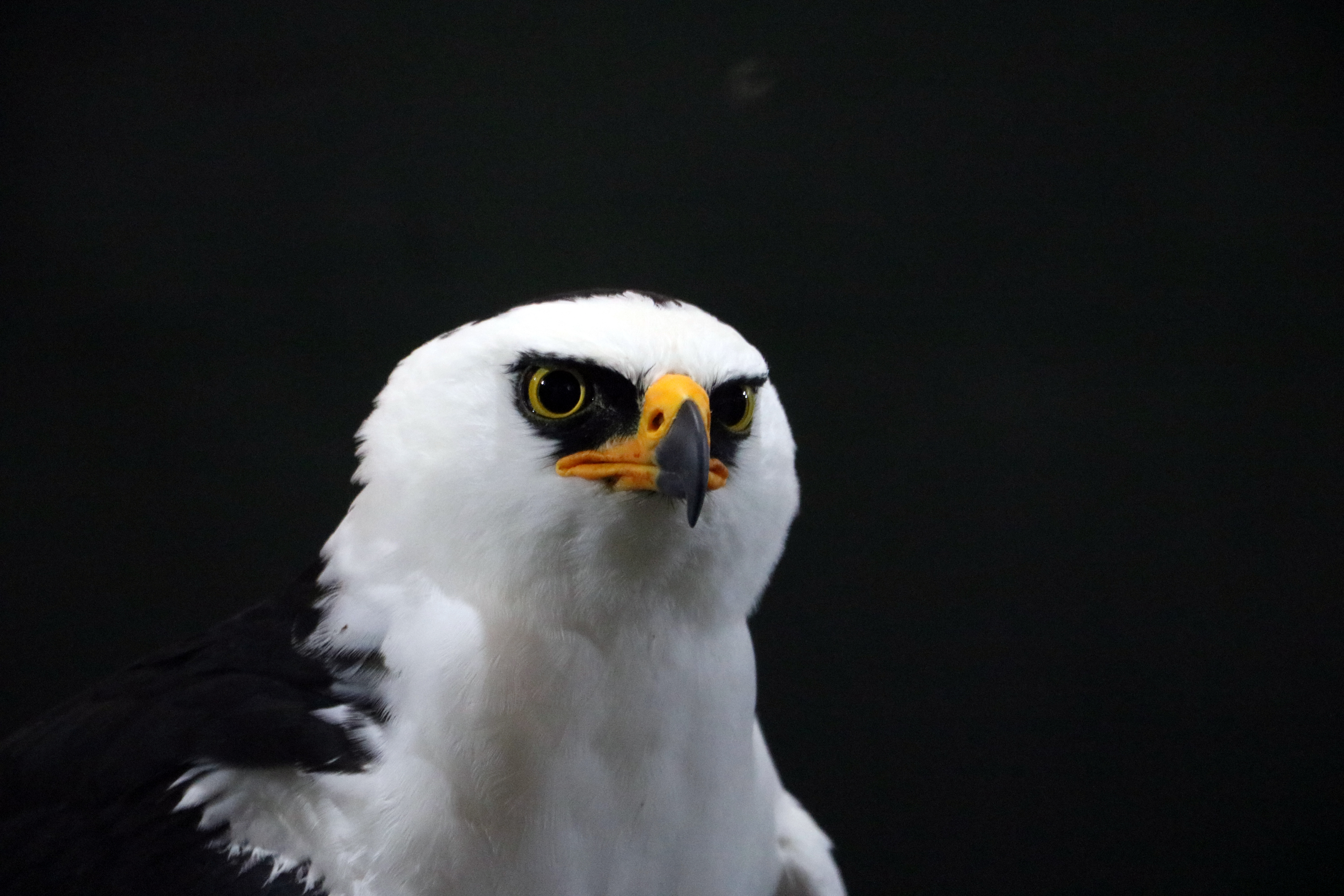
Porträt eines Tieres aus Argentinien

Elsteradler nisten in den Kronen von Überstehern und freistehenden Bäumen mit Blick auf gute Jagdgründe. Über ihre Nistgewohnheiten ist wenig bekannt, so dass nur vage Aussagen getroffen werden können, die v. a. auf einem 2006 in Brasilien sowie zwei 2009 in Belize untersuchten Nestern beruhen. So scheint sich die Brutsaison in Mittelamerika von etwa März bis in den Juni zu erstrecken, und insgesamt beginnt sie wohl vor dem Beginn der Regenzeit, wird aber aufgegeben, wenn sie von Starkregen unterbrochen wird. Wie in Panama beobachtet wurde, kann die Brutzeit jedoch bei entsprechender Witterung auch verlegt werden, wenn etwa innerhalb der Regenzeit eine längere Trockenperiode auftritt.
Wie über die Brutbiologie des Elsteradlers, so ist auch über seine generelle Lebensweise kaum etwas bekannt und auch die Populationsgröße kann nur geschätzt werden. Jedoch scheinen Elsteradler Reviere von mindestens 1400 Hektar Größe zu benötigen. Trotz ihrer scheinbaren Anpassungsfähigkeit an verschiedene Lebensräume handelt es sich um eine eher seltene und nur lückenhaft verbreitete Art, da jedoch bisher kein Populationsrückgang festgestellt wurde, wird die Art von der IUCN unter Least Concern (LC) geführt, jedoch mit abfallender Tendenz.

## Taxonomie und Systematik
Oftmals wird der Elsteradler als einzige Art der somit monotypischen Gattung Spizastur Gray, GR 1841 geführt. Da Elsteradler und Prachtadler jedoch Schwesterarten zu sein scheinen, wurde er von der American Ornithological Society zuletzt in die Gattung Spizaetus Vieillot, 1816 die Neuwelt-Haubenadler, integriert.
Als Louis Pierre Vieillot den Elsteradler 1816 wissenschaftlich beschrieb, benannte er ihn als Buteo melanoleucus, während er dessen heutigen wissenschaftlichen Namen Spizaetus melanoleucus an den Andenbussard vergab. Letzterer wurde 1844 in die damals monotypische Gattung Geranoaetus Kaup, 1844 gestellt, wohingegen für den Elsteradler kurz zuvor die ebenfalls monotypische Gattung Spizastur aufgestellt worden war.
Aus diesem Grund erwuchs aus dieser Gleichbenennung bisher, so lange der Elsteradler in der Gattung Spizastur geführt worden war, kein Benennungsproblem. Da aber verschiedene Autoren die monotypische Stellung des Andenbussard anzweifelten, wurde er teils ebenfalls als Buteo melanoleucus in die Gattung Buteo gestellt, wobei übersehen wurde, dass dieser Name zuvor für den Elsteradler vergeben worden war, und somit ein Homonym darstellte. Der korrekte wissenschaftliche Name des Andenbussards in der Gattung Buteo, Buteo fuscenscens, wurde Mitte des 20. Jahrhunderts erneut kurzzeitig etabliert, doch wurde seine Position in Geranoaetus von den meisten Wissenschaftlern weiter bevorzugt, so dass die Benennung als Buteo fuscenscens sich letztendlich nicht durchsetzte und vergessen wurde.
Da der Andenbussard also schon seit Langem nicht mehr in Buteo integriert wurde, greift Artikel 59.3 des International Code of Zoological Nomenclature (ICZN), wonach ein jüngeres Homonym, welches vor 1961 ersetzt wurde, nicht ungültig ist, anders als dies bei Homonymen normalerweise der Fall ist, wenn das ältere Homonym nicht verwendet wird. Demnach kann der wissenschaftliche Name Buteo melanoleucus als Synonym für sowohl den Andenbussard als auch den Elsteradler, für den dieser Name ursprünglich vergeben wurde, gelten.

## Etymologie
Der Begriff Spizaetus ist ein Wortgebilde aus σπιζίας spizías, deutsch ‚Falke, Habicht‘ und ἀετός aëtós, deutsch ‚Adler‘. Der Artname melanoleucus bildet sich aus μέλας, μέλανος mélas, mélanos, deutsch ‚schwarz‘ und λευκός leukós, deutsch ‚weiß‘.